# Ligne de tramway 510/2
Pour les articles homonymes, voir Ligne 510.
Ne doit pas être confondu avec Ligne de tramway 510/1 ou Ligne de tramway 510/3.
La ligne 510/2 est une ancienne ligne du tramway vicinal de Poix de la Société nationale des chemins de fer vicinaux (SNCV) qui reliait Poix-Saint-Hubert à Paliseul entre 1903 et 1958.

## Histoire
15 février 1903 : mise en service entre la gare de Poix et Libin; exploitation par la société Renkin de Marloie (Renkin); traction vapeur; capital 93.
10 mai 1903 : prolongement de Libin vers Maissin.
1er octobre 1903 : prolongement de Maissin vers la gare de Paliseul.
1907 : cession de l'exploitation à la SA du Chemin de fer vicinal Saint-Hubert - Bouillon et extensions (HB).
1920 : reprise de l'exploitation par la SNCV.
16 janvier 1956 : suppression du service voyageurs et du trafic marchandises de Smuid (Fontaine Mahaye) à Maissin.
17 mars 1958 : suppression du trafic marchandises de Maissin à Paliseul.
1er novembre 1959 : suppression du trafic marchandises de Poix (Station-État) à Smuid (Fontaine Mahaye, carrière de kaolin).

## Infrastructure

### Voies et tracé
La ligne, d'une longueur de 28,210 km, suivait la voie publique sur de rares tronçons, mais était pour l'essentiel établie en site propre.

### Dépôts et stations
- D : dépôt ;
- S : station ;
- Sf : si la station sert de gare frontalière ;
- Sp : si la station est établie dans un bâtiment privé le plus souvent un café ou plus rarement une habitation privée.

| Illustration | Nom      | Type | Commune  | Province   | Localisation                | État          | Remarques |
| ------------ | -------- | ---- | -------- | ---------- | --------------------------- | ------------- | --------- |
|              | Maissin  | D    | Maissin  | Luxembourg | 49° 57′ 48″ N, 5° 10′ 58″ E | Hors service. |           |
|              | Paliseul | S    | Paliseul | Luxembourg | 49° 53′ 43″ N, 5° 07′ 05″ E | Hors service. |           |